# Toutou (Serie)
Toutou ist eine Serie von 78 Puppenfilmen mit einem Hund, einer Katze und einer Fröschin. Es handelt sich um die deutschsprachige Variante der französischen Serie La maison de Toutou, die vom ORTF ab 1967 ausgestrahlt wurde. Die Drehbücher stammen von Georges Croses. In den Regionalprogrammen der ARD liefen die Kurzfilme vom 27. März 1968 bis in die 1970er Jahre im Rahmen der Sendung Sandmännchen. Bei der britischen BBC lief die Sendung ab 1968 unter dem Namen Hector’s House.

## Handlung
Toutou der Hund und die Katze Susu leben gemeinsam in einem alten Haus. Der Hund wird als typischer Patriarch dargestellt. Durch ein Loch in der Mauer gesellt sich die Fröschin Kiki zu den beiden. Die Damen verbünden sich meistens gegen den Hund. Klassisch geworden sind die Verabschiedungen des Hundes am Schluss: „Ich bin doch ein schlauer (armer, braver …) Toutou.“